# Nannothrissa parva
Nannothrissa parva és una espècie de peix pertanyent a la família dels clupeids.

## Descripció
- Pot arribar a fer 4,2 cm de llargària màxima.
- 12-18 radis tous a l'aleta dorsal i 20-22 a l'anal.
- Cos esvelt.[5][6]

## Reproducció
Al llac Tumba té lloc entre l'agost i el setembre.

## Alimentació
Menja plàncton (algues unicel·lulars, diatomees i, sobretot, copèpodes) i, també, insectes aquàtics i Hydrachnidiae.

## Hàbitat
És un peix d'aigua dolça, pelàgic i de clima tropical (6°N-3°S).

## Distribució geogràfica
Es troba a Àfrica: conca del riu Congo.

## Observacions
És inofensiu per als humans.